# Montreux-Jeune
Montreux-Jeune é uma comuna francesa na região administrativa de Grande Leste, no departamento Alto Reno. Estende-se por uma área de 3,36 km². Em 2010 a comuna tinha 382 habitantes (densidade: 113,7 hab./km²).